# Сморчков, Юрий Петрович
Юрий Петрович Сморчков (26.08.1928 — 27.01.2022) — организатор горного производства, лауреат Ленинской премии 1964 года.
Окончил Новочеркасский политехнический институт имени Серго Орджоникидзе (1952).
В 1952—1966 гг. работал в тресте «Краснодонуголь» помощником начальника и начальником добычного участка на шахте «№ 1-бис», главным инженером шахты № 21-134, начальником шахты № 1-4, начальником шахты «Суходольская» № 1.
С 1966 по 1976 г. технический директор объединения «Воркутауголь».
С 1976 по 1988 год работал в Центральном аппарате Министерства угольной промышленности СССР: начальник Производственно-технологического управления по подземному способу добычи, начальник Главного управления охраны труда, техники безопасности и горноспасательных частей.
С 1988 по 2010 год директор Учебно-методического центра промышленной безопасности.
Кандидат технических наук (1974) . Диссертация:
- Исследование и совершенствование технологических схем разработки сближенных пластов с высокой метаноносностью и опасных по динамическим явлениям : в условиях Воркутинского месторождения : диссертация … кандидата технических наук : 05.15.02. — Новочеркасск, 1974. — 180 с. : ил.

В 1973—1983 гг. доцент кафедры «Рудничная вентиляция и техника безопасности» Новочеркасского политехнического института.
Лауреат Ленинской премии 1964 года — за усовершенствование методов и организацию скоростного прохождения горных выработок.
Лауреат Премии Совета Министров СССР 1986 года — за разработку и внедрение в производство прогрессивной технологии подземной добычи угля с бесцеликовыми способами охраны подготовительных выработок, обеспечивающей рациональное использование недр и повышение эффективности и безопасности горных работ.
Почётный работник топливно-энергетического комплекса России, заслуженный шахтер Российской Федерации.
Награждён орденами Трудового Красного Знамени и Дружбы народов, двумя медалями, знаками «Шахтёрская слава» трёх степеней.
Похоронен на Востряковском кладбище (центральном).
Жена - Сморчкова Зинаида Александровна (15.10.1929-27.06.2022).
Сочинения:
- Колесниченко Е. А., Сморчков Ю. П., Орешкин А. В. Динамика газовыделения и интенсивность выемки угля на шахтах ПО «Воркутауголь» / Е. А. Колесниченко, Ю. П. Сморчков, А. В. Орешкин. — М. : ЦНИЭИуголь, 1985. — 33 с. : ил. ; 20 см.